# Detlef Dern

Detlef Dern

Detlef Dern (* 26. Januar 1905 in Neuwied; † 15. August 1941 in Rschischtschew, Ukraine) war Reichstagsabgeordneter der NSDAP.

## Leben
Dern war der Sohn eines Buchdruckers. Er besuchte von 1911 bis 1919 die Volksschule in Neuwied und Niederdollendorf, dann die Gewerbliche Berufsschule. Eine Lehre als Vermessungstechniker schloss er 1923 ab. Zunächst als Hilfskraft beim Stadtbauamt Neuwied beschäftigt, arbeitete er von 1924 bis 1927 bei einem privaten Vermessungsbüro. Nach eigenen Angaben wurde er wegen seiner politischen Betätigung entlassen.
Während der Rheinlandbesetzung war Dern am passiven Widerstand gegen die französischen Besatzungstruppen beteiligt. Deswegen wurde er 1924 zu einer zweijährigen Gefängnisstrafe und einer hohen Geldstrafe verurteilt. Die Strafen wurden jedoch nur teilweise vollstreckt oder durch eine Amnestie erlassen. Zeitweise war Dern Mitglied in den paramilitärischen Verbänden „Stahlhelm“ und „Wehrwolf“.
Zum 2. November 1925 trat Dern in die NSDAP ein (Mitgliedsnummer 21.699), übernahm die Leitung der Ortsgruppe in Neuwied und war Mitarbeiter der nationalsozialistischen Zeitungen „Westdeutscher Beobachter“ und „Nationalblatt“. Ab 1929 war Dern SA-Sturmführer in Neuwied; im gleichen Jahr erhielt er eine Zulassung als Gauredner im Gau Koblenz-Trier. Vor 1931 war er zeitweilig Bezirksführer der Hitlerjugend (HJ) im gleichen Gau. In der NSDAP übernahm er ab dem 1. September 1931 die Leitung des Kreises Neuwied-Süd, nach der „Machtergreifung“ der Nationalsozialisten wurde er für den gesamten Kreis Neuwied zuständig. Ab dem 12. März 1933 war Dern zeitweilig in seinem Heimatkreis Kreistagsabgeordneter, Kreisausschussmitglied und Kreisgerichtsrat. Am 29. August 1935 rückte er für Gustav Leidenroth in den Reichstag nach. Dern war Mitglied im Aufsichtsrat der „Gemeinnützigen Siedlungs-Gesellschaft Neuwied“ und bei der „Kraftversorgung Rhein-Wied AG“.
Im Zweiten Weltkrieg fiel Dern als Soldat der Wehrmacht in der Ukraine nach dem deutschen Angriff auf die Sowjetunion.